# Claudio Caimi
Claudio Norberto „Polaco” Caimi (ur. 7 sierpnia 1967 w Buenos Aires) – argentyński piłkarz pochodzenia włoskiego i duńskiego występujący na pozycji napastnika, trener piłkarski.
Jego brat Eduardo Caimi jest dziennikarzem radiowym.

## Kariera piłkarska
Caimi pochodzi ze stołecznego Buenos Aires. Ze strony ojca posiada pochodzenie włoskie, zaś jego matka jest Dunką. Obdarzony przydomkiem „Polaco” („Polak”) ze względu na jasne włosy. Treningi piłkarskie rozpoczynał w dzielnicy Versalles w szkółce juniorskiej Club Jorge Newbery, a następnie trenował w akademiach klubów CA Vélez Sarsfield, Argentinos Juniors i trzecioligowego CA Excursionistas. W pierwszej drużynie Excursionistas zadebiutował 30 listopada 1985, zdobywając trzy gole w meczu z Central Córdoba (4:2). Podstawowym zawodnikiem został dopiero po spadku Excursionistas do czwartej ligi, w sezonie 1986/1987. Był opisywany jako napastnik operujący głównie w polu karnym, dysponujący świetnym strzałem głową. W barwach Excursionistas zdobył 61 goli w 122 meczach i jest piątym najlepszym strzelcem w historii klubu oraz jednym z jego najbardziej zasłużonych piłkarzy.
W późniejszych latach Caimi kontynuował swoją karierę w Belgii. Spędził łącznie trzy sezony w trzecioligowym KSV Roeselare (strzelił 43 gole) oraz jeden sezon w drugoligowym Excelsior Mouscron. Następnie występował w Izraelu kolejno w beniaminku najwyższej klasy rozgrywkowej Hapoel Bet Sze’an (strzelił 12 goli w sezonie 1994/1995), Maccabi Herclijja oraz Maccabi Kirjat Gat.

## Kariera szkoleniowa
Po zakończeniu kariery Caimi trenował młodzież w klubach CA San Lorenzo de Almagro, CA Los Andes i CA Excursionistas, pracował również w Nowej Zelandii. W październiku 2019 został selekcjonerem reprezentacji Saint Kitts i Nevis, dzięki współpracy tamtejszej federacji piłkarskiej z ambasadą Argentyny na Karaibach w dziedzinie sportu i kultury fizycznej. W Lidze Narodów CONCACAF 2019/2020 spadł z Saint Kitts i Nevis do dywizji C.